# 贷款公司
贷款公司是指中華人民共和國境内经银行业监督管理机构批准，境内商业银行或农村合作银行全额出资在农村地区设立的专门为县域农民、农业和农村经济发展提供贷款服务的非银行业金融机构。为有限责任公司形式的独立企业法人。
特别需要注意的是，贷款公司不同于小额贷款公司。后者依据中國银监会银监发〔2008〕23号《关于小额贷款公司试点的指导意见》,由自然人、企业法人与其他社会组织投资设立，不吸收公众存款，经营小额贷款业务的有限责任公司或股份有限公司。

## 机构设立
贷款公司名称由所在地县级行政区划的名称或地名、字号、行业和组织形式依次组成。注册资本不低于50万元人民币。投资人为境内商业银行或农村合作银行，资产规模不低于50亿元人民币。
贷款公司可在县域内设立分公司。 

## 业务
营运资金来源：实收资本、向投资人的借款、向其他金融机构融资，融资资金余额不得超过其资本净额的50%。
经银监分局批准，贷款公司可经营下列业务：
1. 办理各项贷款；贷款的投向主要用于支持农民、农业和农村经济发展。对同一借款人的贷款余额不得超过资本净额的10%；对单一集团企业客户的授信余额不得超过资本净额的15%。
2. 办理票据贴现；
3. 办理资产转让；
4. 办理贷款项下的结算；
5. 经银监部门批准的其他资产业务。

贷款公司不得吸收公众存款。资本充足率在任何时点不低于8%，资产损失准备充足率不低于100%。

## 法律法规
- 2009-08-11中国银监会银监发[2009]76号《贷款公司管理规定》[2]
- 2014年3月13日，中国银监会令2014年第4号公布《中国银监会农村中小金融机构行政许可事项实施办法》